# Melchior Beck
Melchior Beck, född på 1600-talet i Mitau, död 11 maj 1747, var en svensk kanngjutare, riksdagsledamot och politiker.

## Biografi
Melchior Beck föddes på 1600-talet i Mitau. Han var bisittare i kanngjutarämbetet i Stockholm. Beck avled 1747.
Beck var riksdagsledamot för borgarståndet i Stockholm vid riksdagen 1720.
Beck gifte sig första gången med Elisabet Sperling (död 1721). Han gifte sig andra gången med Anna Petre (1681–1743). Hon var dotter till rådmannen Jacob Petre i Arboga.